# Chen Yannian
Chen Yannian (Anqing, 1898 – Shanghai, 4 luglio 1927) è stato un politico, sindacalista e rivoluzionario cinese, uno dei primi dirigenti del Partito Comunista Cinese e padre, insieme a Zhou Enlai, dell'attuale Lega della Gioventù Comunista Cinese. Fu assassinato dal Kuomintang nel 1927 durante i massacri anticomunisti.
Era il figlio maggiore di Chen Duxiu, cofondatore insieme a Li Dazhao del Partito Comunista Cinese nel 1921.

## Biografia
Chen nacque nella prefettura di Anqing, Anhui, nel 1898, da Chen Duxiu, un socialista rivoluzionario, educatore, filosofo e scrittore, che co-fondò il Partito Comunista Cinese con Li Dazhao nel 1921. I suoi fratelli erano, in ordine di nascita: Chen Qiaonian, Chen Songnian e Chen Yuying. Frequentò la Scuola di Anqing Shangzhi (安庆尚志小学) e la Scuola media di Quanwan (全皖中学). Nel 1915 andò a studiare a Shanghai con il fratello minore Chen Qiaonian. Poco dopo, i due fratelli furono accettati all'Università Aurora.
Nel dicembre 1919, sotto l'influenza del Movimento del 4 maggio, i due fratelli si recarono in Francia per studiare nell'ambito di un programma di studio-lavoro. Nel giugno 1922 co-fondò il Partito Comunista della Gioventù Cinese con Zhao Shiyan e Zhou Enlai e prestò servizio come direttore della propaganda. Nel 1922 aderì al Partito Comunista Francese. Nell'inverno del 1922, con l'approvazione del Comitato centrale del Partito Comunista Cinese, i due fratelli si unirono al Partito Comunista.
Nel settembre 1924 Chen tornò a Shanghai. In ottobre venne a Canton come commissario speciale del Comitato centrale del Partito Comunista Cinese e prestò servizio come segretario del Comitato provinciale del Guangdong della Lega della Gioventù Comunista Cinese e direttore del Dipartimento di Organizzazione. Nel febbraio 1925 succedette a Zhou Enlai come segretario del Comitato provinciale del PCC nel Guangdong. A giugno, Chen, Deng Zhongxia e Su Zhaozheng guidarono lo sciopero di Canton-Hong Kong.
Nell'aprile 1927, quando Chen si recò a Wuhan per partecipare al V Congresso nazionale del Partito Comunista Cinese, il Comitato centrale lo nominò segretario del Comitato provinciale del PCC in Jiangsu e Zhejiang e fu eletto membro supplente dell'Ufficio politico del V Comitato centrale del Partito Comunista Cinese. Mentre si recava a Shanghai, scoppiò il massacro contro i comunisti. Nel giugno 1927, il Comitato centrale abolì il Comitato provinciale di Jiangsu e Zhejiang e istituì rispettivamente il Comitato provinciale del Jiangsu e il Comitato provinciale dello Zhejiang. Chen fu nominato segretario del Comitato provinciale del PCC del Jiangsu. Il 26 giugno fu arrestato dalla polizia del Kuomintang e successivamente torturato durante l'interrogatorio. La sera del 4 luglio 1927 fu bloccato e ucciso a colpi di arma da fuoco dalla polizia del Kuomintang dopo aver rifiutato di inginocchiarsi per la sua esecuzione.
Nel 2009 fu selezionato come uno dei "100 eroi e modelli che hanno dato un contributo eccezionale alla fondazione della Nuova Cina" dal Dipartimento di Propaganda e dal Dipartimento di Organizzazione del Comitato centrale del Partito Comunista Cinese.